# Apă pe Lună

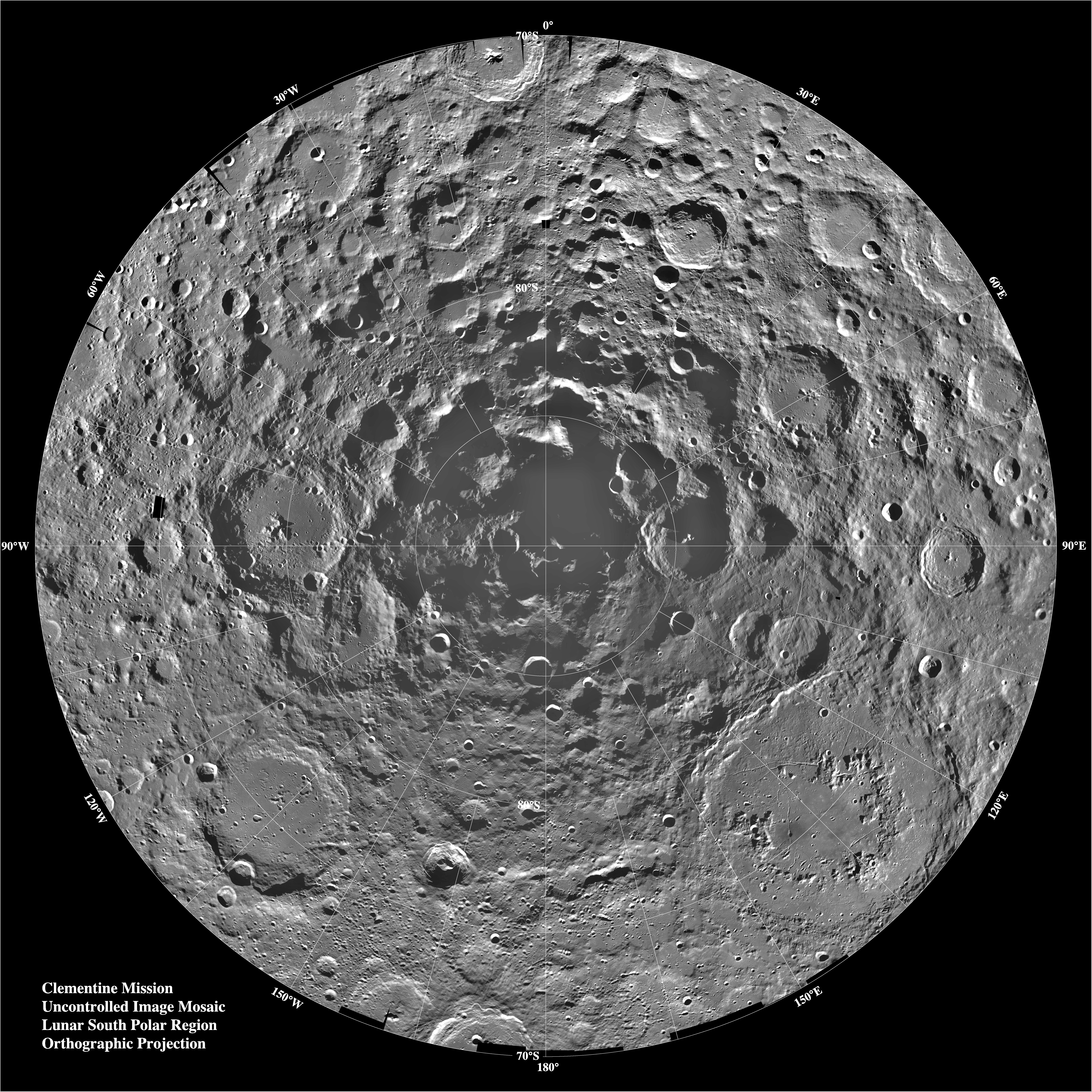
Imagine compusă a regiunii polară a Lunii, capturată de NASA, misiunea Proba Clementine pe parcursul a două zile lunare. Zonele umbrite ar putea fi gheață de apă.

Misiuni și măsurători recente au descoperit pe Lună, în anumite locuri apropiate de poli, cantități și densități de gheață de apă destul de importante.

## 2006 Proba Clementine
Posibilitatea existenței  apei pe Lună 
În 2006, observațiile observatorului planetar Arecibo au arătat că o parte din undele radar întoarse din zona polară învecinată probei, anterior pretinse ca  fiind gheață, ar putea fi asociate cu roci expulzate din craterele noi.  Dacă ar fi adevărat aceasta ar însemna că rezultatele cu neutroni de la Lunar Prospector ar fi fost la început moleculele de hidrogen din molecule de hidrogen sau organice.  Cu toate acestea, interpretarea datelor Arecibo nu este unică (gheața sau rugozitatea suprafeței ar putea fi la originea tiparelor observate), aceste rezultate deci nu excludeau posibilitatea existenței apei pe Lună în cratere permanent umbrite.

## 2009 Satelitul LCROSS

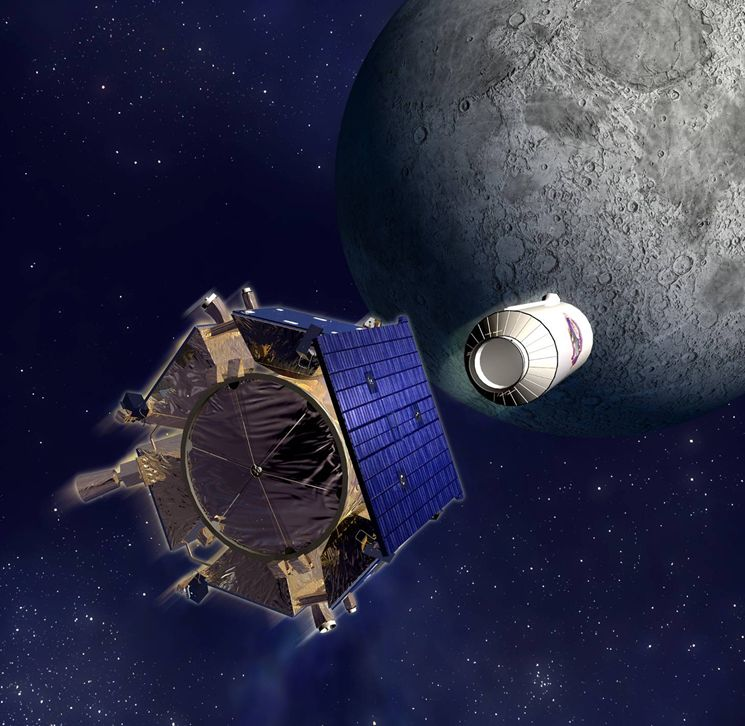
Misiunea americană LCROSS din 2009

Confirmarea existenței apei pe Lună 
Misiunea americană din 2009, „LCROSS” (acronim de la Lunar CRater Observation and Sensing Satellite), a avut sarcina de a stabili definitiv dacă pe Lună există apă sau nu. Lansate în mai, racheta și satelitul lunar LCROSS au ajuns în apropierea Lunii la 9 octombrie 2009. În acestă zi, treapta superioară a rachetei de tip Centaur s-a zdrobit de Lună conform planului, în interiorul craterului adânc „Cabeus” din apropierea Polului Sud lunar. În zona impactului nu pătrunde lumina Soarelui niciodată (din cauza poziției axei de rotație a Lunii față de Soare); zona este neschimbată probabil de miliarde de ani, astfel încât eventuala apă nu s-ar fi putut evapora sau dispărea. Înainte de a cădea și el în crater, satelitul LCROSS a măsurat cu mai multe aparate și spectrometre impactul uriaș care a avut loc, și timp de peste 4 minute a transmis o cantitate enormă de date centrului de comandă din SUA.
La 13 noiembrie 2009, oamenii de știință de la NASA au publicat rezultatele cercetărilor lor: pe Lună există apă (înghețată) în cantități relativ mari. Această concluzie corespunde și cu prezența hidrogenului în zonele polare, fapt cunoscut de mai demult.